# السلطه
السلطه  یک منطقهٔ مسکونی در قطر است که در دوحه (شهرداری) واقع شده‌است.
 السلطه ۰٫۴ کیلومتر مربع مساحت دارد.